# أبوليناير كاك
أبوليناير غابريل كاك (بالفرنسية: Appolinaire Gabriel Kack)‏ المعروف باسم أبوليناير كاك (ولد في 21 مارس 1996 في ياوندي، الكاميرون) لاعب كرة قدم كاميروني يجيد اللعب في مركز الوسط المهاجم وبدرجة أقل الوسط المدافع والمهاجم. يلعب حاليا لصالح نادي العروبة الإماراتي.